# 維塔洞穴
維塔洞穴（英語：Weta Cave）是紐西蘭維塔工作室設立的小型博物館，於2008年設立，位在威靈頓美麗華，其中展出了維塔工作室曾製作過電影的道具與模型，讓影迷們可以更加了解這些電影的製作過程。每年約有十幾萬人參觀維塔洞穴。
2018年，維塔洞穴成立十周年，舉辦了慶祝活動。

## 展品與設置
維塔洞穴門口之外設立了電影《哈比人：意外旅程》裡三隻食人妖伯特、湯姆和威廉的雕像。在大門內則放置著咕嚕、甘道夫和路茲的塑像。
維塔洞穴內的展區主要分為三大區塊，其一是展出《魔戒》、《哈比人》、《納尼亞傳奇》、《第九禁區》等電影相關的道具及模型；其二則是展示電影海報及放映紀錄影片；其三則是銷售有關商品的區域，包括書籍、DVD光碟、模型、道具等，其中尤其以《魔戒》的相關商品居多。
此外，維塔工作室即位在維塔洞穴旁，遊客亦可隨著特定的參訪團進入參觀。

## 圖片

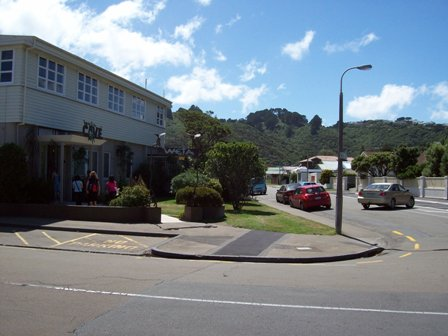
2010年時維塔洞穴的外觀。
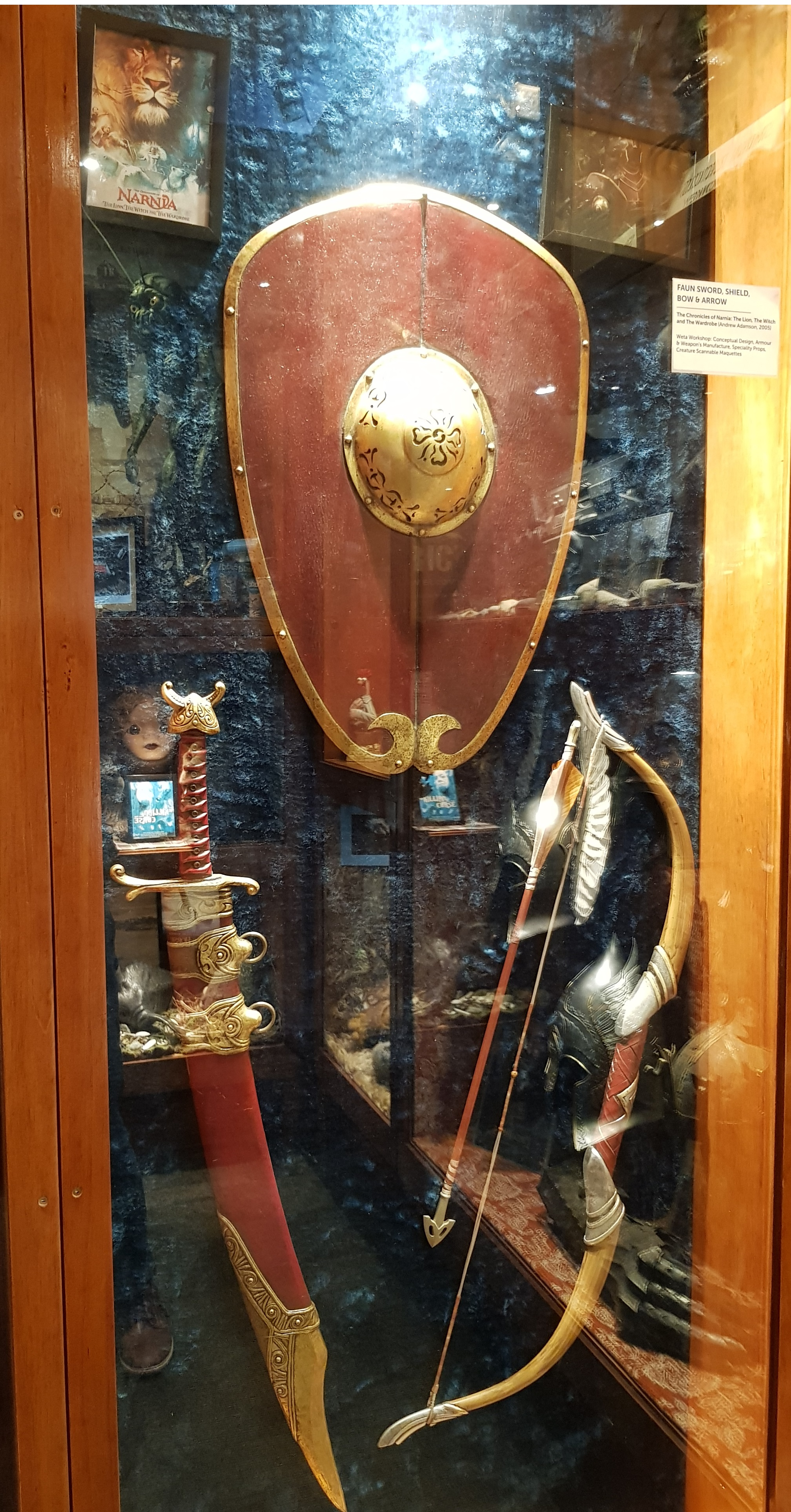
電影《納尼亞傳奇：獅子·女巫·魔衣櫥》中的道具。
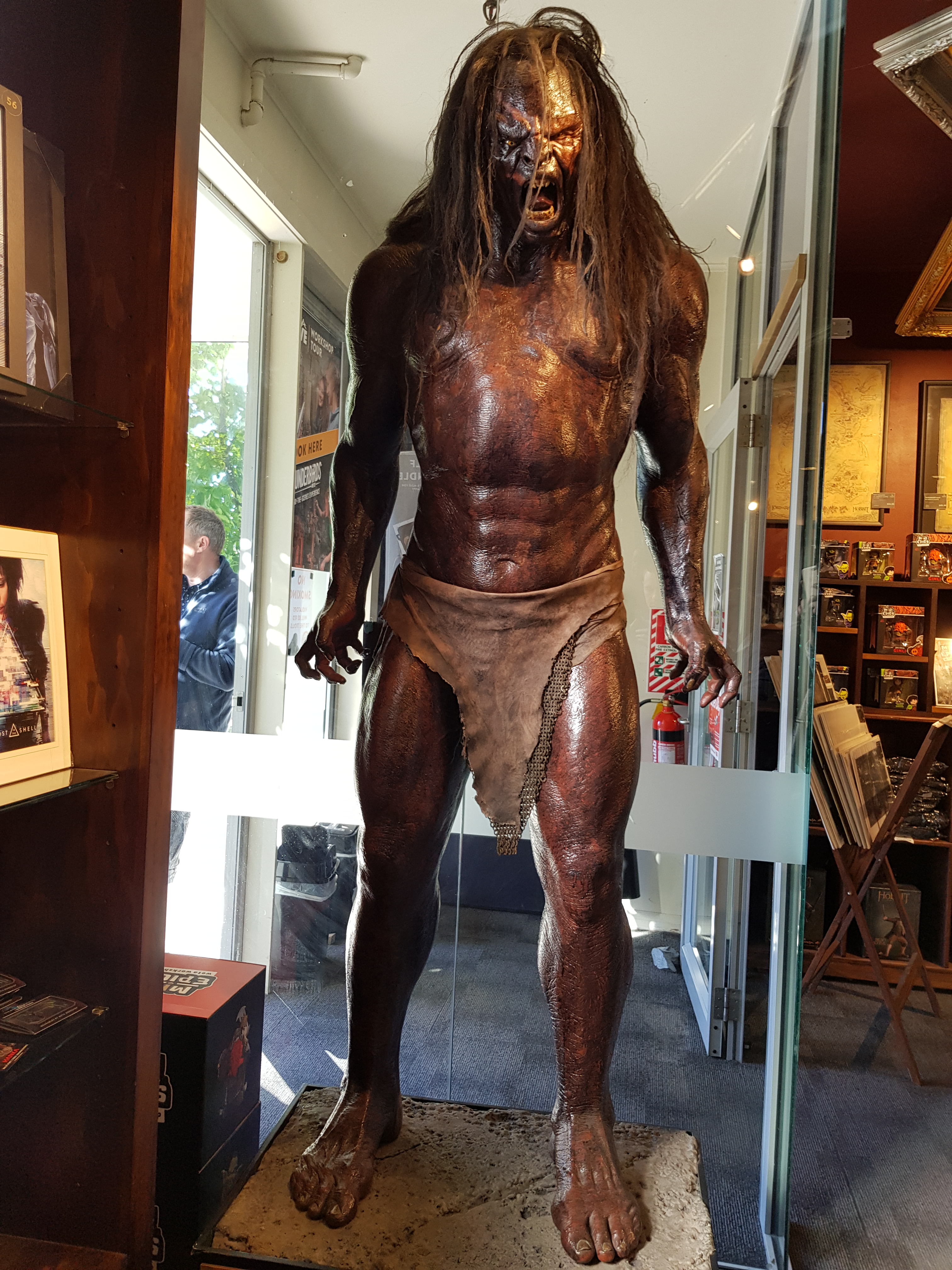
電影《魔戒首部曲：魔戒現身》裡角色強獸人路茲（荷兰语：Lurtz）的塑像。
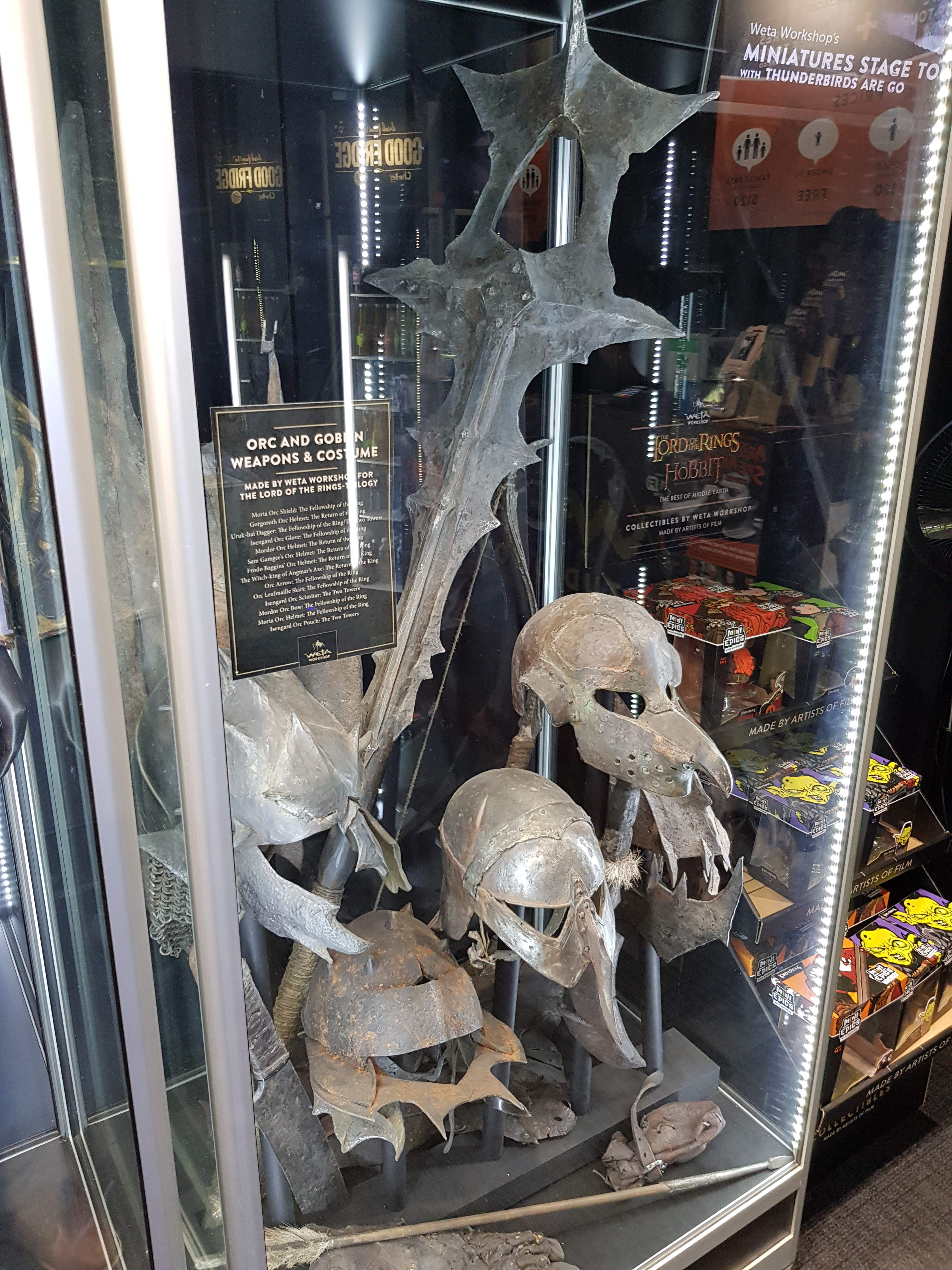
魔戒電影裡半獸人武器與頭盔的道具。

## 外部連結
- 維塔工作室官網上關於維塔洞穴的頁面 （页面存档备份，存于）（英文）